# Église de Lade
L'église de Lade est un édifice religieux du quartier de Lade à Trondheim (Norvège), dépendant du diocèse de Nidaros. Il s'agirait de la troisième église édifiée sur ce site, la première datant de la fin du XIIe siècle. L'église actuelle, en pierres, aurait été bâtie vers 1800. 

## Description
La nef, mesurant 16,50 m de longueur sur 10,70 m de largeur, peut accueillir 160 personnes. Le chœur mesure 7,10 m sur 7,30 m. Son autel date de 1709.